# Thunbergioideae
- Commons
- Wikispecies

Thunbergioideae  é uma subfamília da família  Acanthaceae.

## Gêneros
- Anomacanthus - Mendoncia - Meyenia - Pseudocalyx - Thunbergia